# Parti progressiste unifié
Pour l’article homonyme, voir Parti progressiste unifié (Corée du Sud) pour le parti sud-coréen.
Le Parti progressiste unifié (United Progressive Party) est un parti politique d'Antigua-et-Barbuda fondé en 1992 par la fusion du Mouvement de libération caraïbe d'Antigua, du Mouvement travailliste progressiste et du Parti démocratique national unifié. Il décide de nommer à sa tête Baldwin Spencer, unique député d'opposition à cette époque et ancien membre du Parti travailliste d'Antigua.
Après deux défaites en 1994 puis en 1999, le Parti progressiste unifié remporte les élections de 2004 et Baldwin Spencer, devient alors Premier ministre d'Antigua-et-Barbuda.
Il remporte les élections de 2009, mais avec une marge plus faible, puis perd les élections de 2014, où son leader réélu Baldwin Spencer, devient le chef de l'opposition. En mai 2015, Harold Lovell (en) est élu comme nouveau leader du parti, mais le parti subi une nouvelle défaite lors des élections de 2018.

## Résultats électoraux

### Élections législatives
| Année | Voix   | %     | Sièges  | Gouvernement | Rang |
| ----- | ------ | ----- | ------- | ------------ | ---- |
| 1994  | 11 852 | 43,71 | 5 / 17  | Opposition   | 2e   |
| 1999  | 14 713 | 44,45 | 4 / 17  | Opposition   | 2e   |
| 2004  | 21 892 | 55,50 | 12 / 17 | Gouvernement | 1er  |
| 2009  | 21 239 | 50,95 | 9 / 17  | Gouvernement | 1er  |
| 2014  | 17 994 | 41,95 | 3 / 17  | Opposition   | 2e   |
| 2018  | 14 440 | 37,19 | 1 / 17  | Opposition   | 2e   |
| 2023  | 19 267 | 45,22 | 6 / 17  | Opposition   | 2e   |